# Malvern Hills (dystrykt)
Malvern Hills – dystrykt w hrabstwie Worcestershire w Anglii.

## Miasta
- Malvern
- Tenbury Wells
- Upton upon Severn

## Inne miejscowości
Abberley, Alfrick, Alfrick Pound, Astley, Bank Street, Barnards Green, Baughton, Bayton, Berrington Green, Berrington, Berrow Green, Berrow, Birts Street, Birtsmorton, Bockleton, Bowling Green, Bransford, Broadwas, Brockleton, Bushley, Callow End, Castlemorton, Clevelode, Clifton, Clifton upon Teme, Cotheridge, Croome D'Abitot, Doddenham, Dunley, Dunstall Common, Eardiston, Earl’s Croome, Eastham, Eldersfield, Frith Common, Frog Pool, Great Witley, Grimley, Guarlford, Hallow, Hanley Castle, Hanley Child, Hanley Swan, Hanley William, Hanley, High Green, Hill Croome, Hillhampton, Holdfast, Holt Fleet, Holt Heath, Horsham, Kempsey, Kenswick, Kerswell Green, Knighton on Teme, Knightwick, Kyre, Leigh Sinton, Leigh and Bransford, Leigh, Lindridge, Little Malvern, Little Witley, Longdon, Lower Broadheath, Lower Sapey, Lulsley, Madresfield, Malvern Wells, Mamble, Martley, Newland, Newnham Bridge, Pendock, Pensax, Poolbrook, Powick, Queenhill, Ripple, Rochford, Ryall, Severn Stoke, Shelsley Walsh, Shrawley, Stanford on Teme, Stockton on Teme, Stoke Bliss, Suckley, Upper Broadheath, Upper Welland, Welland, West Malvern, Wichenford, Wyche.